# Андрес Прієто
Андрес Томас Прієто Альберт (ісп. Andrés Tomás Prieto Albert, нар. 17 жовтня 1993, Аліканте) — іспанський футболіст, воротар клубу «Леганес».

## Клубна кар'єра
Народився 17 жовтня 1993 року в місті Аліканте. Вихованець юнацьких команд футбольних клубів «Марістас» та «Еркулес», а 2008 року був запрошений до академії мадридського «Реала».
2013 року провів декілька ігор за третю команду «королівського клубу», а також в одній грі захищав ворота його другої команди, «Реал Мадрид Кастілья».
Не маючи особливих перспектив у «Реалі», 2014 року перейшов на правах вільного агента до «Еспаньйола», в якому, утім, отримав лише статус основного голкіпера другої команди. Так й не дебютувавши в іграх чемпіонату у складі основної команди барселонського клубу, через три роки залишив цього.
Протягом 2017–2018 років був резервним голкіпером у «Малазі», за яку у національній першості провів чотири гри. 
У січні 2019 року, знову як вільний агент, уклав контракт з «Леганесом», в якому став третім воротарем, програючи конкуренцію досвідченому Івану Куельяру та його дублеру Андрію Луніну.

## Виступи за збірну
Викликався до лав юнацької збірної Іспанії.